# فيلامايل
بلدية فيلامايل (بالإسبانية: Villamiel)‏، هي بلدية تقع في مقاطعة قصرش والتي تقع في منطقة إكستريمادورا، غرب إسبانيا.
يبلغ عدد سكانها 682 نسمة وفقاً لإحصائية سنة (2002).